# テリー・ボガード
テリー・ボガード（Terry Bogard）は、エス・エヌ・ケイおよびSNKプレイモア（現SNK）の対戦型格闘ゲーム『餓狼伝説』シリーズなどに登場する架空の人物。

## キャラクター設定
餓狼シリーズの『餓狼 MARK OF THE WOLVES』（以下『餓狼MOW』と表記）でロック・ハワードに交代するまでの主人公であり、シリーズ全ての作品に登場している。

### 『餓狼伝説』時代
孤児だったテリーは弟のアンディ・ボガードと共に教会兼孤児院で暮らしていたが、マフィアとの立ち退きトラブルを抱えていた教会が放火と思しき火事によって全焼し、それをきっかけに孤児院の支援者であった格闘家ジェフ・ボガードの養子となった。しかし、サウスタウンを牛耳るギース・ハワードによって養父ジェフは殺害される。ギースへの復讐を誓ったテリーは格闘技の世界に身を投じることとなった。しかしながら、普段はそうした後ろ暗い背景を感じさせない明朗な性格である。平素は格闘家として武者修行がてら世界中を旅するフリーターである。
復讐が闘う理由だった初代からシリーズを重ね性格は丸くなっていき、本来の陽気で気さくな性格から多くの格闘家と交流を持ち、街の子供たちから慕われるヒーロー的な存在となってゆく。
「Fatal Fury」と書かれたプレートつきの赤いキャップがトレードマークで、それを投げつつ「OK!!」と叫ぶ勝利ポーズがある。通常はプレイヤーに背を向けるが、初代『餓狼伝説』ではプレイヤー側を向いて投げる。帽子の文字は「NEO-GEO」と書かれているものや「KING OF FIGHTERS」と書かれているもの、何も書いてないものと種類がある。『餓狼伝説3』（以下『餓狼3』と表記）『リアルバウト餓狼伝説』（以下『RB』と表記）においてはプレートに「King of the Fighters」のロゴが入ったキャップをかぶっている。なお「Fatal Fury」や「NEO-GEO」と書かれた帽子は実際にクレーンゲームのプライス商品化されている。
赤いキャップと赤いジャンパー、デニムジーンズというカジュアルな服装がそれまでの格闘ゲームキャラクターとは一線を画す個性的なものとなった。なお、『餓狼伝説2』（以下『餓狼2』と表記）以降はノースリーブのジャンパーを着用している。束ねた長い金髪も特徴で、主にうなじと毛先部分の2カ所を括っているが、作品やイラストによってはうなじ部分のみや毛先部分のみ括っている場合もある。
『RB』でギースとの決着を付けることになるが、勝負後にテリーの攻撃を受けてギースタワーの屋上から転落しそうになったギースに思わず手を差し伸べたものの、それを振り払われ、直後にギースは高笑いしながら転落していった。そのため、心に一抹の空しさと後悔を残した。以後、それと前後して出会ったギースの忘れ形見であるロック・ハワードを養育している。
『餓狼MOW』での大切なものにも挙がっている「ウッキー」は肩に乗るくらいのサイズの子猿。『餓狼3』のテリーステージで初登場した。『リアルバウト餓狼伝説スペシャル』（以下『RBS』と表記）のエンディングで「パワーゲイザー」を打ち、そこから登場する場面もあった。プロフィールでも記載されているとおり、『餓狼MOW』では家出中である（理由は不明）。

### 『餓狼 MARK OF THE WOLVES』時代
ギース亡き後にセカンドサウスで開催されるキング・オブ・ファイターズの真相を究明するため、ロックと共に大会へ参加する。KOF大会主催者がロックの母方の叔父カイン・R・ハインラインだったことを知るが、ロックはカインから死亡したはずの母メアリーが生きていることを仄めかされ、カインに付いていくことを渋々選び、テリーもそのことを了承してロックと別離する。
『餓狼伝説』時代から服装が変わり、フライトジャケットにブーツカット風デニム(Lee)という出で立ちとなりキャップは被らなくなった。背中まであった長髪も肩までの長さに切っている。「OK!!」の決め台詞は健在で、キャップの代わりにジャケットを脱いで放り投げつつ叫ぶ。
テリーがどのように生活しているのか不明であったが、ホームレスであることが明らかにされている。ロックを連れ各地を旅しながら転戦する一方でテレビや映画に出演、各種ボランティアに講演活動など、様々な活動をしている。しかしロック共々無賃乗車をしており、決して収入が良いわけではない。
かつては各種必殺技を繰り出す際に技名を叫んでいたが、『餓狼MOW』では技名を叫ばなくなった。
ロックの手料理の食べ過ぎで少々太り気味になってしまったことを気にしている様子であるが、『リアルバウト餓狼伝説2』（以下『RB2』と表記）の時より体重が減っている。
『餓狼MOW』でのケビン・ライアンでのCPU戦で登場する際には、彼に親友殺しの犯人（＝フリーマン）と勘違いされるというハプニングに遭った。また、B.ジェニーの初恋の相手でもあることが判明している。
『餓狼伝説 City of the Wolves』（以下『餓狼CotW』と表記）では数年ストリートで戦い続けていたが、その折りに格闘大会KOFの情報を知り宿命の戦いに身を投じる。

### 格闘スタイル
彼の格闘スタイルのベースであるジェフ流喧嘩殺法は、ジェフ自身が学んだ八極聖拳にアクション殺陣の動きを取り入れたものを使用しており、加えてそこに自身の肉体全体に気を集中させながらの攻撃をしたり、気を拳に集中させてそれを力任せに地面に叩きつけることで絶大な威力を持った衝撃波を発生させることが可能であるため、1発1発の火力に特化した非常にエネルギッシュかつパワフルなものとなっている。
初期の格闘スタイルは「マーシャルアーツと喧嘩殺法」とされているが、エス・エヌ・ケイは日本国外への進出当初から「マーシャルアーツ」が格闘スタイルとして受け入れられないこともあり、「喧嘩殺法」を英訳した「Street Fighting」を英語版でのテリーの格闘スタイルとして紹介している。
その後、TVアニメ『バトルファイターズ 餓狼伝説』の「タン・フー・ルーより八極正拳を継承した」という設定が、原作のゲームにも反映されるようになったが、プロフィールはそのままである。
なお、『B-CLUB』（ビークラブ）に掲載された『餓狼伝説』の開発スタッフのコメントでは、『餓狼伝説』全体のモーション作成の参考にしたものとして、『空手バカ一代』や海外から輸入したマーシャルアーツのビデオと並んで、佐竹雅昭、ベニー・ユキーデの名前が挙げられていた。

### 『餓狼』シリーズ以外での設定
『ザ・キング・オブ・ファイターズ』（以下『KOF』と表記）シリーズでも毎回チームを組んで出場。チームメイトは主に弟アンディと親友ジョー・ヒガシの2人だが、『MOW』に準じた仕様で登場する『KOF2003』（以下『2003』と表記）と『KOF XI』のみチームメイトは固定されていない。それに準じ、技ボイスも『2002』（以下『2002』と表記）から『MOW』と同様のものに変わる。『KOF XII』では原点回帰のコンセプトに基づき、衣装が『MOW』以前のものに戻っている。『KOF XIV』での衣装も赤いジャンパーだが、初代『餓狼伝説』での衣装と同様の袖の付いたジャンパーに変更されている。
『KOF』と名の付くゲームには本シリーズ・番外編にかかわらず全て登場し、草薙京と共に携帯機の移植版や派生作も含んで皆勤賞であり、『餓狼』シリーズを含めるとテリーの出演ゲーム数はエス・エヌ・ケイ最多である。
一部の『KOF』では初代『餓狼伝説』と同じく勝利時にプレイヤー側を向いて帽子を投げる。また、ウッキーが『KOF'99』（以下『'99』と表記）などの勝利ポーズに登場する。
『KOF'97』（以下『'97』と表記）のエンディングでブルー・マリーに自分の被っている赤いキャップを渡しているが、その後も『2002』までは全く同じものを被り続けていた。なお、マリーは『KOF2000』（以下『2000』と表記）と『KOF2001』（以下『2001』と表記）ではテリーのチームメイトになっている。
『KOF MAXIMUM IMPACT』（以下『KOF MI』と表記）では1Pモデルがキャップ着用の衣装、2Pモデルが『MOW』の衣装となっており、さらにそれぞれ技のボイスが別々に用意されるという演出がなされた。また、続編の『KOF MAXIMUM IMPACT 2』（以下『KOF MI2』と表記）以降では『MOW』準拠のバージョンがワイルドウルフという個別のキャラクターとして独立することになった。
『KOF MI2』ではロックと共にアパートの一室で暮らしている（それが語られるストーリーでのテリーはワイルドウルフではない）。また、ロックに対してまともな学校教育を受けさせていないことを若干気に病んでいる。『KOF MI2』ではリチャード・マイヤとの掛け合いにてパオパオカフェでのツケの支払いを要求されている。さらに『KOF XIII』ではリョウ・サカザキと共にキングの店でかなりのツケを溜め込んでいるらしく、この結果、試合の掛け合いにて、アンディがキングにツケの支払いを要求されてしまうことになり、アンディを激怒させている。
風雲シリーズ（『風雲黙示録』および『風雲スーパータッグバトル』）には"伝説の狼"から貰ったというキャップを被ったキャラクター、中白虎（チュン・パイフー）が登場している。ただしキャップの色は青で、この"伝説の狼"がテリーかどうかも明言されてはいない。
なお、ビデオゲームという趣味は、『KOF'98』（以下『'98』と表記）、『2000』の小説版（コメディ編）で強調されている。『'98』では対戦相手を待つ間にゲームセンターで遊んでおり、「もっと頑丈なレバーでないと駄目だ」とマニアックなことを言っている。『2000』でも到着の遅いジョーを待つ間にゲーセンで遊んでおり、さらに三鷹市水道部のナコルルのポスターが欲しいことをアンディに話している。
恋愛シミュレーションゲーム『Days of Memories 〜彼と私の熱い夏〜』では江坂の雷門学園（高等学校）に赴任してきた体育教師という設定（年齢は35歳）で登場し、バスケ部のコーチにもなる。赴任早々、頼りがいのある教師として、生徒たちや部員から慕われる。ロックと2人で寮暮らしをしており、保護者代わりでもある。町の道場師範であるリョウ・サカザキとも古くからの付き合いらしく、自分宛の郵便物を極限流道場に受け取りに行くなどのやりとりもある。また、アニメ『バトルファイターズ 餓狼伝説』や、その劇場版である『餓狼伝説 -THE MOTION PICTURE-』と関連があることを匂わせる会話が交わされたり、テリーの大切な物にも記載があるペットの猿・ウッキーも登場する。なお、『Days of Memories』自体はパラレルワールドである。
カプコンとのクロスオーバータイトルでは、その第1作である『SNK VS. CAPCOM 激突カードファイターズ』にて『ストリートファイター』シリーズの主人公リュウと対比され（タイトル画面など）、日本国外版『カプコン バーサス エス・エヌ・ケイ ミレニアムファイト 2000』（以下『CvS1』と表記）のジャケットでもリュウと対比された構図で描かれるなど、エス・エヌ・ケイにおける看板キャラクターである。同作でケンとの対戦時には、ステージ上にテリーの帽子が落ちており、それをケンがテリーに快く投げ渡すという演出がある。また、『CAPCOM VS. SNK』（以下『CvS』と表記）シリーズにおいてはマーシャルアーツを操るガイルに自分の技はどうだったかと質問している。なお、初代『ストリートファイター』（以下『ストI』）および『餓狼伝説』のディレクターを務めた西山隆志によると『ストI』のタイトルデモに登場する革ジャンを着た白人男性はテリーのモデルであり、リュウと差別化したキャラクターとして次回作に登場させたいと考えていたため、『餓狼伝説』でテリー・ボガードとして形を変えて登場させたという。
『SNKヒロインズ Tag Team Frenzy』では、ククリによって女性にされた姿で参戦。丈の短いジャンパーとシャツ、ホットパンツを着用しており、キャップに書かれた「FATAL FURY」の文字が「FATAL CUTIE」に変わっている。
アリカの格闘ゲーム『ファイティングEXレイヤー』では、追加DLCキャラクターとして登場。
任天堂の対戦アクションゲーム『大乱闘スマッシュブラザーズ SPECIAL』では、追加DLCキャラクターとして登場。2019年11月6日より配信開始。
『ストリートファイター6』（以下『スト6』と表記）では、DLCキャラクターとして登場。2024年の秋に配信。

## ゲーム上の特徴
リーチの長い蹴り技や高性能な突進技などを駆使してラッシュをかけていくのが基本スタイルだが、飛び道具も持っており、遠距離から相手を牽制することもできる。
『餓狼2』や『餓狼伝説スペシャル』（以下『餓狼SP』と表記）では、「パワーウェイブ」で跳ばせて対空技で落としたり、通常技を弱の「バーンナックル」や「クラックシュート」でキャンセルして相手を固める戦法が得意。また、『餓狼2』にて追加された超必殺技「パワーゲイザー」は、目の前に拳を叩き付けて巨大な衝撃波を噴出させる技で、テリーを象徴する存在となった。
『餓狼3』では、「ライジングタックル」が削除され、代わりに新技の「パワーダンク」が追加され、機動力がさらに上がった。また、「しゃがみ強パンチ→クラックシュート→しゃがみ強パンチ…」という永久コンボが存在した。
『RB』では「ライジングタックル」が復活した他、連続技がさまざまな局面から入るようになり、攻撃力が上がった。『餓狼3』での永久コンボはできなくなっている。
『RBS』では「パワーチャージ」によりコンボがさらに高威力に。また、「パワーゲイザー」の出る方向がやや斜め前になり、攻撃判定がより大きくなった。
『KOF』シリーズでは、『KOF'94』（以下『'94』と表記）『KOF'95』（以下『'95』と表記）ともに『餓狼SP』までの性能を受け継いでいる形の技が多い（「ライジングタックル」の無敵時間は短縮されている）。テリーの攻撃力は作品を通して高い部類に入るため、1回の連続技で大きなダメージを与えることが可能。
『KOF'96』（以下『'96』と表記）では「パワーウェイブ」が飛ばなくなり、攻撃判定が強い打撃攻撃のような性質の技に変更されたことで、従来とは異なる使い方ができるようになった。『'97』では、体当たり攻撃の「パワーチャージ」が追加。
『'98』の裏性能テリーおよび、『'99』以降は、「パワーウェイブ」が再び画面端まで飛んでいくようになったほか、作品が進むにつれて技の追加と削除が交互に行われた。
『MOW』では、見た目が大きく変更。性能的には突進技のスキがやや大きくなったものの、各種フェイント技や「パワーダンク」のブレーキング、強「パワーチャージ」の1段目を利用した連係は強力である。

## 技の解説

### 通常技

#### 『餓狼伝説』シリーズ
技名が公表されている作品のみ記載。
『餓狼伝説』
| 操作   | 立ち（近距離）        | 立ち（中距離） | 立ち（遠距離）      | しゃがみ | ジャンプ（近・中距離）                | ジャンプ（遠距離） |
| ------ | --------------------- | -------------- | ------------------- | -------- | ------------------------------------- | ------------------ |
| パンチ | ボディブロー エルボー | フック ジャブ  | ストレート アッパー | 下段突き | ジャンプ上昇パンチ ジャンプ下降パンチ | 斜めジャンプパンチ |
| キック | ひざ蹴り              | 前蹴り         | 後ろ回し蹴り        | 下段蹴り | ジャンプ上昇キック ジャンプ下降キック | 斜めジャンプキック |
『餓狼伝説2』 - 『餓狼伝説3』
| 操作                 | 立ち（近距離）                                           | 立ち（遠距離）                             | しゃがみ                                             | 垂直ジャンプ                                                     | 前方ジャンプ                                                                        | 後方ジャンプ                                                                        |
| -------------------- | -------------------------------------------------------- | ------------------------------------------ | ---------------------------------------------------- | ---------------------------------------------------------------- | ----------------------------------------------------------------------------------- | ----------------------------------------------------------------------------------- |
| 弱パンチ             | 『SP』以前：エルボー 『3』以降：ショートジャブ           | ジャブ                                     | 『SP』以前：しゃがみジャブ 『3』以降：アンダージャブ | 『SP』以前：ジャンプ手刀 『3』以降：ジャンプジャブ               | 『SP』以前：ジャンプ手刀 『3』以降：ジャンプパンチ （小ジャンプ時：ジャンプジャブ） | 『SP』以前：ジャンプ手刀 『3』以降：ジャンプパンチ （小ジャンプ時：ジャンプジャブ） |
| 強パンチ             | 『SP』以前：ボディ 『3』以降：ボディーフック             | ストレート                                 | しゃがみストレート                                   | ジャンプ正拳突き                                                 | ジャンプ正拳突き                                                                    | ジャンプ正拳突き                                                                    |
| 弱キック             | 『SP』以前：ひざ蹴り 『3』以降：フロントキック           | ミドルキック                               | 『SP』以前：足払い蹴り 『3』以降：アンダーキック     | 『SP』以前：ジャンプ前蹴り 『3』以降：ジャンプキック             | 『SP』以前：ジャンプテリーキック 『3』以降：ジャンプキック                          | 『SP』以前：ジャンプテリーキック 『3』以降：ジャンプキック                          |
| 強キック             | 『SP』以前：ハイキック 『3』以降：バックハイスピンキック | 『SP』以前：回し蹴り 『3』以降：ハイキック | スライドキック                                       | 『SP』以前：ジャンプ後ろ回し蹴り 『3』以降：ジャンプダブルキック | ジャンプテリーキック                                                                | ジャンプテリーキック                                                                |
| 避け攻撃             | ライジングアッパー                                       | ライジングアッパー                         | -                                                    | -                                                                | -                                                                                   | -                                                                                   |
| クイックスウェー攻撃 | クイッククロスパンチ                                     | クイッククロスパンチ                       | -                                                    | -                                                                | -                                                                                   | -                                                                                   |
ライン関連攻撃
| 操作                                                                  | 奥→手前                                                              | 手前→奥                                                              |
| --------------------------------------------------------------------- | -------------------------------------------------------------------- | -------------------------------------------------------------------- |
| ライン攻撃（『SP』以前） オーバースウェー攻撃（『3』以降） （パンチ） | 『SP』以前：ジャンプラリアットパンチ 『3』以降：スペシャルストレート | 『SP』以前：ジャンプラリアットパンチ 『3』以降：ヘビィウェイトパンチ |
| ライン攻撃（『SP』以前） オーバースウェー攻撃（『3』以降） （キック） | 『SP』以前：ジャンプニーアタック 『3』以降：バックスピンキック       | 『SP』以前：ジャンプニーアタック 『3』以降：スピンキック             |
| 対オーバースウェー攻撃 （立ち）                                       | バックパンチ                                                         | アウトステップパンチ                                                 |
| 対オーバースウェー攻撃 （しゃがみ）                                   | バックキック                                                         | アンダースライドキック                                               |

#### 『KOF』シリーズ
技名が公表されている『'94』〜『'96』の名称のみ記載。
| 操作                                      | 立ち（近距離）                                                                              | 立ち（遠距離）                                                                              | しゃがみ                                                        | 垂直ジャンプ                                                                            | 前方ジャンプ                                                                            | 後方ジャンプ                                                                            |
| ----------------------------------------- | ------------------------------------------------------------------------------------------- | ------------------------------------------------------------------------------------------- | --------------------------------------------------------------- | --------------------------------------------------------------------------------------- | --------------------------------------------------------------------------------------- | --------------------------------------------------------------------------------------- |
| 弱パンチ                                  | エルボー                                                                                    | ジャブ                                                                                      | 『'95』以前：しゃがみジャブ 『'96』：ナイト・デンジャー         | ジャンプ手刀                                                                            | ジャンプ手刀                                                                            | ジャンプ手刀                                                                            |
| 強パンチ                                  | 『'94』：ボディー 『'95』以降：ボディーブロー                                               | ストレート                                                                                  | しゃがみストレート                                              | ジャンプ正拳突き                                                                        | ジャンプ正拳突き                                                                        | ジャンプ正拳突き                                                                        |
| 弱キック                                  | 『'95』以前：ひざ蹴り 『'96』：オン・ユア・ニーズ                                           | 『'95』以前：ハイキック 『'96』：グローリー・コーリング                                     | 『'94』：足払い蹴り 『'95』：アンダーキック 『'96』：ウォリアー | 『'95』以前：ジャンプ前蹴り 『'96』：サンダー・スティール                               | 『'95』以前：ジャンプテリーキック 『'96』：サンダー・スティール                         | 『'95』以前：ジャンプテリーキック 『'96』：サンダー・スティール                         |
| 強キック                                  | 『'95』以前：スカイキック 『'96』：ロード・レイシン                                         | 『'95』以前：ミドルキック 『'96』：メタル・ハート                                           | スライドキック                                                  | 『'95』以前：ジャンプ後ろ回し蹴り 『'96』：ナイト・ブレイカー                           | 『'95』以前：ジャンプテリーキック 『'96』：ナイト・ブレイカー                           | 『'95』以前：ジャンプテリーキック 『'96』：ナイト・ブレイカー                           |
| 攻撃避け                                  | 『'94』：流し避け 『'95』：クイックスウェー                                                 | 『'94』：流し避け 『'95』：クイックスウェー                                                 | -                                                               | -                                                                                       | -                                                                                       | -                                                                                       |
| 『'94』：避け攻撃 『'95』：カウンター攻撃 | ライジングアッパー                                                                          | ライジングアッパー                                                                          | -                                                               | -                                                                                       | -                                                                                       | -                                                                                       |
| ふっ飛ばし攻撃                            | 『'94』：ジャンプバックスピンキック 『'95』：バックスピンキック 『'96』：ライド・ザ・スカイ | 『'94』：ジャンプバックスピンキック 『'95』：バックスピンキック 『'96』：ライド・ザ・スカイ | -                                                               | 『'94』：ジャンプテリーキック 『'95』：ハンマーキック 『'96』：イーグル・フライ・フリー | 『'94』：ジャンプテリーキック 『'95』：ハンマーキック 『'96』：イーグル・フライ・フリー | 『'94』：ジャンプテリーキック 『'95』：ハンマーキック 『'96』：イーグル・フライ・フリー |
| ダッシュ                                  | 前ダッシュ                                                                                  | 前ダッシュ                                                                                  | -                                                               | -                                                                                       | -                                                                                       | -                                                                                       |
| バックステップ                            | バックステップ                                                                              | バックステップ                                                                              | -                                                               | -                                                                                       | -                                                                                       | -                                                                                       |

#### 『ストリートファイター6』
| 操作     | 立ち         | しゃがみ           | ジャンプ               |
| -------- | ------------ | ------------------ | ---------------------- |
| 弱パンチ | ジャブ       | しゃがみジャブ     | ジャンプ手刀           |
| 中パンチ | ストレート   | しゃがみストレート | ジャンプバックナックル |
| 強パンチ | ボディ       | ワイルドアッパー   | ジャンプ正拳突き       |
| 弱キック | ローキック   | 足払い蹴り         | ジャンプ前蹴り         |
| 中キック | ミドルキック | ヒールキック       | ナイト・ブレイカー     |
| 強キック | 回し蹴り     | スライドキック     | ジャンプテリーキック   |

### 特殊技
ライジングアッパー
その場でアッパーカットを繰り出す。『餓狼』シリーズと『'94』では（上段）避け攻撃で、『'95』ではカウンター攻撃、『'97』以降は単体の特殊技となり、弱攻撃からキャンセルで連続技になるほど発生が早い。
バックスピンキック
初出は『餓狼3』。前に踏み込みながらの横回し蹴りで、食らった相手を奥ラインに蹴り飛ばす。
特殊技としての初出は『餓狼3』だが、『餓狼SP』まではライン飛ばし攻撃、『KOF』では『'95』までふっとばし攻撃として使用している。
『EXレイヤー』ではハードアタックの「ジャンプバックスピンキック」として使用。
ワイルドアッパー
初出は『餓狼3』（技名は『餓狼3』のみ「アッパー」表記）。しゃがみ状態からアッパーを放つ。
チャージキック
初出は『RB』。ダッシュから出せる中段蹴り上げ。
バックナックル
初出は『'95』。前方に踏み込み、半回転しながら裏拳を繰り出す。
ハンマーパンチ
初出は『'99』。踏み込みつつダウンブローを放つ。
コンビネーション・ブロー
初出は『MOW』。ボディブローとショートアッパーの連続攻撃。
ハイスラッシュ
『KOF MI』シリーズで使用。ダッシュからの上段蹴り。
サマーソルトキック
『スマブラSP』で使用。空中で回り蹴りをする。

### コンビネーションアーツ
『餓狼3』でのテリーのコンビネーションアーツの数は、全キャラクター中最多の7である。空振りでも出すことが可能な技が3つあり、「“J”（ジャンプ）バックナックル」「サンダースライサー」「ライトニングキック」である。1番目は、最後の飛び裏拳がしゃがみガード不可（しゃがんでいる相手には空振りしやすい）で、2番目は、最後に出すしゃがみ強キックが見た目に反して立ちガード可能。「テリースペシャル」という名の付いたコンビネーションアーツが2つあり、技名の最後にそれぞれ「1」「2」と付いている。なお、相手によっては最後までヒットしないコンビネーションアーツもある。

### 通常投げ
一本背負い
初代『餓狼伝説』での通常投げ。
バスタースルー
相手を地面に叩き付ける背負い投げ。『CvS』では叩き付けずに投げ飛ばす。
ネックハンギングクラッシャー
『餓狼伝説 WILD AMBITION』（以下『餓狼WA』と表記）での通常投げ。
背後から相手の首を掴んで引き倒し、仰向けに倒れた敵に突きを叩き込む。
グラスピングアッパー
初出は『'96』。相手を掴み、「ライジングアッパー」の動作で殴り飛ばす。

### 必殺技
バーンナックル
養父であるジェフ直伝の技。両手を広げるポーズを取ったあと、気を纏った拳を突き出しつつ突進する技。初期作品では「バーン・ナックル」とも表記されていた。『餓狼WA』では弱強共に、『MOW』時代では弱でのみポーズを取らない。
パワーウェイブ
地面を殴って気を走らせる飛び道具。義父であるジェフもこの技を持つ（エス・エヌ・ケイ公式のコミック版『餓狼伝説2』より）。初期作品では「パワー・ウェーブ」とも表記されていた。『KOF』シリーズの一部作（『'96』 - 『'98』、『'98』の裏性能版除く）では、飛ばなくなった（ヒット効果は、出がかりで当てた場合のみダウンを奪える）。『大乱闘スマッシュブラザーズ SPECIAL』では通常必殺ワザであり、カービィもテリーをコピーすることで使用可能。『スト6』では弱版は飛び道具、中版は『KOF』版と同様に飛ばない仕様になり、OD版は初代『餓狼伝説』と同じ形状になる。
ラウンドウェイブ
初出は『RB』。「パワーウェイブ」同様地面を殴り、目の前に気の塊を出す。「パワーウェイブ」よりも発生が遅く、飛ばない代わりに別ラインにも攻撃判定があったり、『KOF』シリーズなどではさらにキャンセルが可能。『KOF'98 ULTIMATE MATCH』ではモーションが「パワーウェイブ」と異なるもの（後述する「トリプルゲイザー」の2段目と同じ）になっている。『スト6』ではパワーウェイブの強版として統合されている。
クラックシュート
孤を描くように飛び込んで踵を落とす浴びせ蹴り。初期作品では「クラック・シュート」とも表記されていた。作品によって大きく特徴が異なる。連続技に組み込めるか否か、ヒット時に相手がダウンするか否か、ガードされた時反撃されるか否か、中段攻撃か否か、など。
ライジングタックル
上下逆さになって錐揉み上昇しながら両腕を広げて攻撃する対空技。初期作品では「ライジング・タックル」とも表記されていた。ゲーム上では足にも攻撃判定があるため、一見足技に見えるが、設定上はラリアットを叩きつけることを目的としたプロレス技の亜種である。『餓狼WA』では最初に足払い蹴りから繰り出す。タメコマンドの技だが、『KOF』シリーズでは『'96』から『'98』まで（『'98』の裏性能版除き）タメが必要ないコマンドに変更されていた。『餓狼3』と『MOW』時代では使用されない。
ジャンピングニーキック
初出は『餓狼WA』。「パワーダンク」の最初の膝蹴り部分が独立したもので、『餓狼WA』での「パワーダンク」はこの技からの派生技となっている。
パワーダンク
初出は『餓狼3』。膝蹴り（『MOW』や『CvS』ではショルダータックル）で飛び上がり、落ちながら気を纏ったパンチを打ち下ろす。『MOW』ではブレーキング対応技。
『RB2』では前述の「ワイルドアッパー」、『餓狼WA』では前述の「ジャンピングニーキック」、『'99』では後述の「パワーチャージ」からの専用の追撃技になっている。
パッシングスウェー
初出は『RB』。踏み出してのフックから、ライン移動しつつの後ろ回し蹴り。別ラインのない作品では使用されない。
パワーチャージ
初出は『RBS』。当たれば相手は浮き上がるショルダータックル。他の必殺技でキャンセルが可能（『'97』 - 『'98』や『MI2』『KOF MAXIMUM IMPACT REGULATION "A"』（以下『MIA』と表記）では一部の必殺技でのみ）。『MOW』版では肘打ち・フック・ショルダータックルの連続入力技で、『2003』、『KOF XI』、『ネオジオバトルコロシアム』（以下『NBC』と表記）でもこのタイプになっている。
ファイヤーキック
初出は『RB2』。スライディングキックから蹴り上げる。これも当たれば相手は浮く。『'98』の裏性能版、『KOF MI2』『KOF MIA』で採用された。
クイックバーン
『リアルバウト餓狼伝説スペシャル DOMINATED MIND』（以下『RBDM』と表記）での隠し技。気を纏ったアッパーからダウンブローにつなぐ。『KOF2002 UNLIMITED MATCH』（以下『2002UM』と表記）と『スト6』にて採用されている。OD版は飛び上がりながらのタックルで追撃する。
バックスピンアタック
『餓狼WA』で使用するコマンド投げ。掴んだ相手を突き飛ばし、後ろ回し蹴りで吹き飛ばす。
ネックブリーカードロップ
『餓狼WA』で使用するコマンド投げ。ダッシュから小さく跳び上がり、ラリアットのように相手の首に腕を巻き付け背中から地面に叩き付ける。
パワードライブ
初出は『'99』。「パッシングスウェー」と同じフックからストレートに繋ぐ。『KOF MI2』『KOF MIA』で採用された。
パワーシュート
これも初出は『'99』。「パッシングスウェー」と同じフックから蹴り上げる。『KOF MI2』『KOF MIA』で採用された。
チャージラン
チャージキック
前述の特殊技の「チャージキック」が、『NBC』で専用のダッシュ動作「チャージラン」から追加入力で出す形の必殺技となったもの。

### T.O.P.アタック / REVブロウ
マックスダンク
「パワーチャージ」と同じショルダータックルから「パワーダンク」に繋ぐ。『KOF MIA』ではワイルドウルフがパワーダンクの強版として使用する。
マックスパワーダンク
地上REVブロウ。
マックスクラックシュート
空中REVブロウ。

### ストライカー動作
ダンクゲイザー
「パワーチャージ」で突進し「パワーゲイザー」を放つ技。「パワーチャージ」がヒットすると「ハイアングルゲイザー」（後述、ただし『RBDM』版の方に近い）と同じ動作になる。『'99』から『2001』にかけて使用する。

### 超必殺技&潜在能力
パワーゲイザー
初出は『餓狼2』。振り上げた拳を地面に叩き付け「気」の柱を立てる技。『餓狼3』からはラインを無視して攻撃できる扱いになり、前作よりも有効度が増している。
技名の「ゲイザー（Geyser）」は英語で間欠泉の意味。
「気」の柱の形状は『RB』までは垂直に立ち昇るものだったが、『KOF』や『RBS』以降などではやや前方斜めに吹き出るようになった。『KOF MIA』ではテリー（ワイルドウルフでない方）のみ、『スト6』では隠しコマンドで出した時に『RB』までと同様のものに変更する。
空中ガード不能であるが、『餓狼3』では立ちガードも不能である。特定の状況で連続技に組み込むことが可能な場合がある（『RB』の対手前ライン立ち攻撃からなど）。『KOF』シリーズでは、強攻撃から連続技に繋げることが可能な場合が多い。『NBC』に至っては弱攻撃から繋がるほど発生が早い。『スト6』ではLv2スーパーアーツ。
『CvS1』のCAPCOMグルーヴおよび『CAPCOM VS. SNK 2 MILLIONAIRE FIGHTING 2001』のCグルーヴでは、レベルに応じてゲイザーを2〜3発連続で出す。密着状態で出すと3発目がヒットしないことがある。
ゲームボーイ版ソフト『熱闘ザ・キング・オブ・ファイターズ'96』の隠しモードでは「パワーゲイザー」の内容が変化し、テリーが地面に垂直に拳を打ち付けると、相手の足元から「パワーゲイザー」が十数発連続で発動する。
また、石川賢の漫画『餓狼伝説 戦慄の魔王街』では、百鬼衆総帥・鬼竜幽心を直接殴ることで一撃で沈黙させた。
ツインゲイザー
初出は『SNK VS. CAPCOM SVC CHAOS』（以下『SVC CAHOS』と表記）。『SVC CAHOS』、『NBC』、『スト6』でのみ使用できるパワーゲイザーからの追加技。続けて追加入力することでトリプルゲイザーへ繋がる。浮かせ性能がありトリプルゲイザー以外の技で追撃することも可能。
『CvS』シリーズでのLV2パワーゲイザーにはこの表記は用いられていない。
トリプルゲイザー
初出は『RB』。左右の拳を交互に地面へ叩き付けて「パワーゲイザー」を3連続で放つ技。『KOF』のMAX版や『MOW』での潜在能力版、『CvS』シリーズでのLv3スーパーコンボ版・MAX版の「パワーゲイザー」も、実際はこちらとなる。
原型となった『餓狼3』の「潜在能力パワーゲイザー」は「3連ゲイザー」と表記され、特定のコンビネーションをヒットさせなければ発動しない。一応、通常のパワーゲイザーを入力した際1/1024という低確率で3連ゲイザーになる。
『SVC CAHOS』、『NBC』では「パワーゲイザー」からの追加技「ツインゲイザー」を経由し、さらに追加入力することで発動する。
画面端に相手を追い詰めた状態でこの技を決めると、2発目以降がヒットしない。また、『'96』などの一部の『KOF』作品では、空中ガードが可能。
正式名称は「トリプルゲイザー」だが、テリーがこの超必殺技を繰り出す時は「トリプルゲイザー」と叫ばず「パワーゲイザー」と叫ぶ。
トリニティーゲイザー
『KOF XIII』初出。両手を組んで地面に叩き付け、自身の前方に画面全体を覆う超巨大な「パワーゲイザー」を放つ。
ハイアングルゲイザー
初出は『'97』。ショルダータックル・ジャンピングアッパーで相手を打ち上げて着地し、とどめに「パワーゲイザー」を決める。MAX版は最後の「パワーゲイザー」が複数連なったものになる。『'97』では画面端に相手を追い詰めた状態でこの技を決めると「パワーゲイザー」が空振りするが、『'98』以降はこのようなことは無くなった（ただしMAX版はそれでも全段ヒットしない）。
『RBDM』で隠し技として逆輸入されているが、「パワーチャージ」→「パワーダンク」の飛び膝→「トリプルゲイザー」という構成になっている。
ヒートアップゲイザー
『餓狼WA』のオーバードライブパワー。ボディブローを繰り出し、決まるとアッパーで浮かせて「パワーゲイザー」で追撃する。
バスターウルフ
初出は『MOW』。拳を突き出して突進し、当たると腕を支えながら気を前方へ噴出して相手を吹き飛ばす。『CvS』シリーズでは浮かせ性能があり追撃が可能。基本的に突進時がガードされても後半まで発動するが、作品によっては突進部分で終わる場合もある。
ライジングフォース
『2002』『NEOWAVE』『2002UM』のMAX2。「バスターウルフ」の様に突進し、「ハイアングルゲイザー」と同じショルダータックルと「ライジングタックル」に繋ぐ。突進時がガードされた場合は最後まで発動しない。ロックの潜在版「シャインナックル」と酷似している。
ライジングビート
『SVC CHAOS』のEXCEED。ギースの「デッドリーレイブ」のような追加入力式の乱舞技。『KOF MI2』では、別バージョンであるワイルドウルフが使用する。
パワーストリーム
『2003』『KOF XI』のリーダー超必殺技。両手を組んで地面を殴り、自身を中心に巨大な「気」の柱を発生させる。『NBC』ではロックとのアナザーダブルアサルトの演出でのみ使用する。『KOF MI2』『KOF MIA』では、ワイルドウルフが使用する。
スターダンクボルケーノ
『KOF XIV』のCLIMAX超必殺技。膝蹴りで打ち上げながら高く跳び上がり、そのまま「パワーダンク」で相手ごと地面に叩き付けて「気」の柱を発生させる。根元でヒットしなかった場合は『MOW』仕様の「パワーダンク」になり、威力が低下する。
また、この技を使用できる作品に限って、通常の「パワーダンク」が使えない。
スターダストイグニッション
『KOF XV』のCLIMAX超必殺技。「パワーチャージ」で相手を浮かせた後、「気」を纏った拳を大きく振りかぶってアッパーを放ち、衝撃波と共に高く打ち上げる。
トリプルウルフ
『大乱闘スマッシュブラザーズ SPECIAL』の最後の切りふだ。「トリプルゲイザー」を繰り出し、3つ目の「気」の柱が当たった一人の相手に、さらに「パワーダンク」、「バスターウルフ」で追撃する。
ライジングファング
『スト6』のLv3スーパーアーツ。ライジングタックルを繰り出し、根本からヒットすると再度ライジングタックルを繰り出し、空中でバスターウルフに似た衝撃波を叩き込む。クリティカルアーツ版は着地してから衝撃波を放ちながら相手に目掛けて空中に飛び上がり、空中でバスターウルフを放つ。
コズミックストライクゲイザー
『CotW』のヒドゥンギア。回し蹴りがヒットすると竜巻を放ち相手を打ち上げ、竜巻に向かってパワーゲイザーを放ち爆破する。
前半はアニメ版の波動旋風脚に酷似しており、大張正己に頼んで取り入れたものとなっている。

### ゲーム以外での技
サニーパンチ
『コミックボンボン』で連載された漫画版（細井雄二著、以下『ボンボン餓狼』表記）で使用された技。強烈なパンチを相手に繰り出す。石川賢の『餓狼伝説 戦慄の魔王街』でも使用。また、テリーのクローン（クラウザー一派により作成）は「サニーナックル」というボディーブローを繰り出した。
鋼霊身
『ボンボン餓狼』で使用された技。元はタン・フー・ルーの必殺技で自分の体を巨大化させる技だが、自分の体を鉄より硬くする技に変更されている。
波動旋風脚
アニメ『バトルファイターズ餓狼伝説』でテリーがタンから伝授された八極正拳の奥義「旋風拳」をギースとの戦いの中で進化させた技。パワーゲイザーが登場するまでは、これが最強の技であった。
『ボンボン餓狼』でもビリーに拳を潰されたテリーが使用する。
パワーエルボー
『ボンボン餓狼』で使用された技。ホア・ジャイ（クラウザー一派によって蘇生）に羽交い絞めにされていた時に使用した肘打ち。
パワーウェーブアラウンド
『ボンボン餓狼』で使用された技。「パワーウェイブ」同様に地面に拳を打ち、自分の周囲に広がるように気を発生させる。
バーンナックルハリケーン
『ボンボン餓狼』で使用された技。「バーンナックル」とジョーの「ハリケーンアッパー」の合わせたもので、コークスクリューパンチを決める。キム（クローン）に対して使用。
パワーゲイザースペシャル
『ボンボン餓狼』で使用された技。『餓狼SP』が発売されたことで、名前に「スペシャル」をつけただけの技。
スーパーバーンナックル
『ボンボン餓狼』で使用された技。「バーンナックル」のパワーアップ版。戦車や飛行船を破壊するほどの威力を持つ。
劇場版『餓狼伝説 -THE MOTION PICTURE-』でラオコーンを倒したのもこの技。
爆指波
『餓狼伝説 戦慄の魔王街』で使用された技。アンディ・ボガードに取り憑いた悪霊を追い出した。
パワーゲイザー（アニメ）
『バトルファイターズ餓狼伝説2』ではゲームとは異なり、「パワーウェイブ」のように地を這って相手に向かっていった。劇場版『餓狼伝説 -THE MOTION PICTURE-』では、ジャミン戦やラオコーン戦で使用した際はゲーム版のような気の間欠泉がビルの屋上から垣間見えたが、ゴーダマスとの最終決戦では相手に向けて拳から直接放たれるなどした。

## 他のメディアでのテリー
アニメ版
『餓狼伝説』のアニメ版である『バトルファイターズ 餓狼伝説』では、リリィ・マクガイヤー（ビリー・カーンの妹のリリィとは無関係）という女性と恋人関係になりかけたが、ギースによって殺されてしまう。
劇場版の『餓狼伝説 -THE MOTION PICTURE-』ではスーリア・ゴーダマスという女性と恋人になったが、こちらも死別している。
3DCGアニメ『THE KING OF FIGHTERS:DESTINY』では、幼少期に交流があり現在はギースの養女（実質的な愛人）となった女性・アンジェリナと恋人関係になりかけたが、アンジェリナはギースの攻撃から瀕死状態のテリーを庇い、命を落としてしまう。
このようにアニメオリジナルキャラクターとの悲恋要素があり、テリーのキャラクターもキザだが思いやりのあるものとして描かれている。一方でウェイトレスの尻を触って平手打ちをくらうなど三枚目な一面もある。
漫画版
細井雄二の『ボンボン餓狼』シリーズでも原作ゲーム同様に正義感あふれる人物として描かれているが、建物の上から敵に植木鉢を落としたり、クラウザー配下の戦闘員をサイドカーで轢くなどヒーローらしからぬ行為も行っている。
他に『KOF』を題材とした漫画作品でもキーパーソンや主要キャラクターとして描かれている場合が多い。
角川書店の『月刊少年エース』で連載された真行寺たつやの漫画『ザ・キングオブファイターズ’94』では草薙京を差し置いて主人公として描かれている。真行寺版の序盤では、テリー達が大会準備のためにイタリアで過ごす姿が描かれ、花屋で働く女性・アメディアと孤児達を養うために盗みを働いていた少女・マルコの姉妹との出会いが描かれている。
パチスロ版
SNKプレイモアが開発・販売したパチスロにも登場している。
2006年5月に導入が開始された『ザ・キング・オブ・ファイターズ』（パチスロ）では草薙京とバスケ対決をする演出に登場。
2006年12月に導入が開始された『餓狼伝説』（パチスロ）にアンディ、ジョーとともに登場。第2弾である『餓狼伝説スペシャル』（パチスロ・2008年1月導入開始）にも、アンディ、ジョーとともに登場している。各キャラクターに対応しているステージが用意されており、サウスタウンもチャンスステージとして登場する。ART搭載機で3種類のビッグボーナスが用意されており、ユーザー参加型のボーナスで成功すると上乗せも可能。
2009年1月に導入が開始された『マキシマムインパクト』（パチスロ）にも登場。キャラクターをソワレ・メイラに選択した場合、バトル演出STAGE3の対戦相手となる。
2014年6月に導入が開始された『餓狼伝説PREMIUM』ではストーリー・舞台背景は不明ながら主人公として宿敵ギース・ハワードを探し求めて不知火舞とダック・キング、アリス・ガーネット・ナカタと組んで街を徘徊している。この作品での風貌は『MOW』に近いが、前作や格闘ゲームシリーズと比べて陽気さは鳴りを潜めている。
その他
- 1997年にはオリックスイヤーブックの広告に登場したこともあり、その時はブルーウェーブのキャップを被っている。
- iモード、EZweb、Yahoo!ケータイそれぞれのSNKプレイモアのサイトで配信されているノベルにも登場。『Stray Dog,Stray Wolf』と題されており、『RB』のエンディング後の後日談という設定である。生きがいを失ったビリーの苦悩、テリーの目標を失った後の葛藤、再び戦う意味を見出すまでの物語を綴っている。執筆は嬉野秋彦（全27話完結）。
- オンラインゲームの大手企業・ガンホー・オンライン・エンターテイメントが提供しているガンホー・ゲームズでは、アンディ、舞、アリスとともにアバターとして設定することができた（現在は終了している）。ただし、設定できるのは男性と登録したユーザーのみである（舞とアリスは女性のみ）。
- 2010年にアメリカで製作された実写映画版『ザ・キング・オブ・ファイターズ』では、デヴィッド・リーチが演じている。同作の設定は全くのオリジナルとなっており、CIAのエージェントで舞の上司という設定となっている。

## 担当声優
格闘ゲームでの担当声優
- 橋本さとし（『餓狼伝説』シリーズ〈『MOW』まで〉、『KOF』シリーズ〈『XIII』まで〉）
- 近藤隆（『KOF XIV』以降の作品）
- たかはし智秋（『SNKヒロインズ Tag Team Frenzy』〈女性化したテリー〉）

その他のゲームでの担当声優
- 近藤隆（『THE KING OF FIGHTERS ALLSTAR』、『THE KING OF FIGHTERS for GIRLS』）
- 佐倉綾音（『エラーゲームリセット』〈女性化したテリー〉）

その他の関連作品での担当声優
- 錦織一清（アニメ『バトルファイターズ 餓狼伝説』、『餓狼伝説 -THE MOTION PICTURE-』）
- 柏倉つとむ（アニメ『バトルファイターズ 餓狼伝説』：少年時代）
- 草尾毅（ドラマCD『電撃CD文庫 餓狼伝説』シリーズ、『電撃CD文庫 ザ・キング・オブ・ファイターズ'94』）
- 橋本さとし（アニメ『The King of Fighters: Another Day』）
- 近藤隆（アニメ『THE KING OF FIGHTERS:DESTINY』）
- 浅科准平（実写映画版『ザ・キング・オブ・ファイターズ』日本語吹き替え）

## 関連人物
- ジェフ・ボガード - 養父
- アンディ・ボガード - 弟、ライバル、KOFのチームメイト
- ジョー・ヒガシ - 親友、ライバル、KOFのチームメイト
- ギース・ハワード - 仇敵
- ヴォルフガング・クラウザー - 敵対
- ビリー・カーン - 敵対
- 山崎竜二 - 敵対
- ダック・キング - 友人かつテリーをライバル視、『KOF XI』のチームメイト
- タン・フー・ルー - 師匠・育ての親の一人
- リチャード・マイヤ - 行きつけの店のマスター、『餓狼』以降の友人
- ライデン / ビッグ・ベア - 敵対関係（『餓狼』）、友人兼好敵手（『餓狼2』以降）
- 不知火舞 - 弟の恋人、『KOF'99』のチームメイト
- チン・シンザン - 『餓狼2』以降の友人
- キム・カッファン - 『餓狼2』以降の友人、『KOF XI』のチームメイト
- ブルー・マリー - 大人の付き合い、『KOF 2000』『KOF 2001』のチームメイト
- アルフレッド - 知り合い
- ロック・ハワード - 養子、『餓狼MOW』終盤以降別離
- ケビン・ライアン - 知り合い
- グリフォンマスク - 『KOF 2003』のチームメイト
- B.ジェニー - 知り合い
- カイン・R・ハインライン - 養子の叔父、敵対関係
- アリス・クライスラー - キムの弟子だがテリーのファンでもある
- シュンエイ - 『KOF』キャラクター、後輩
- 明天君 - 『KOF』キャラクター、後輩
- リョウ・サカザキ - 『KOF』のライバルの一人
- 麻宮アテナ - バンド・オブ・ファイターズ
- 草薙京 - 『KOF』のライバルの一人、バンド・オブ・ファイターズ
- 八神庵 - バンド・オブ・ファイターズ
- ナコルル - バンド・オブ・ファイターズ
- ケン・マスターズ - 『餓狼伝説』シリーズ本編では『餓狼CotW』で面識を持つ、カプコンとのクロスオーバーシリーズの好敵手、『スマブラSP』でも共演